# Abdelhaï Sijelmassi
Œuvres principales
- Les Plantes médicinales du Maroc (guide, 1990)
- Recettes de beauté des femmes du Maroc (guide, 2002)

Abdelhaï Sijelmassi, né en 1948 à Kénitra, est un écrivain marocain de langue française.

## Œuvres
- Les Plantes médicinales du Maroc, Le Fennec, 1990.
- Recettes de beauté des femmes du Maroc, Le Fennec, 2002 ; rééd. Actes Sud, 2011.